# Dissonance Theory
«Dissonance Theory» es el cuarto episodio de la serie de televisión de intriga y ciencia ficción de HBO Westworld. Se emitió el 23 de octubre de 2016.
El episodio recibió reseñas positivas de la crítica, y en particular a la actuación de Thandie Newton en la última escena.

## Trama
Dentro de operaciones, Bernard entrevista a Dolores sobre eventos recientes, y ella cuenta cómo su familia fue asesinada y se vio obligada a matar a Rebus y huir. Bernard le ofrece un medio para que ella olvide el dolor, pero ella siente que es todo lo que le queda de su familia. Luego explica que siente que algo está mal en el mundo y quiere ser libre. Bernard le dice que si puede encontrar el centro del laberinto, tal vez pueda encontrar su libertad.
Dolores se despierta en el campamento de William y Logan. William quiere llevarla de vuelta a Sweetwater, pero Logan advierte que habrían perdido el tiempo que ya había pasado persiguiendo su recompensa. En cambio, William sugiere que Dolores los acompañe. Viajando a través de una aldea mexicana, Dolores tiene la visión de conocer a la hija de Lawrence y darle instrucciones para encontrar el centro del laberinto. Dirigidos por un guía, finalmente encuentran su recompensa, Slim Miller, quien sugiere rápidamente que su jefe puede pagarles el doble de lo que la recompensa les habría dado. Logan reconoce esto como una narrativa rara, y mata a su guía para aprovecharla. William está disgustado por la insensibilidad de Logan con los anfitriones, pero acepta continuar.
El Hombre de Negro y Lawrence, siguiendo una pista de la hija de Lawrence sobre cómo encontrar una serpiente en el lecho de un río, se encuentran con la mujer de Hector, Armistice, que se baña en un río y ve el tatuaje de la serpiente en su brazo. Creyendo que ella tiene la siguiente pista, él se le acerca y ella le dice que está buscando algo de gran valor. El Hombre de Negro ofrece acompañarla a ella y a su pandilla y rescatar a un Hector encarcelado, a cambio de aprender la historia detrás de su tatuaje. El Hombre de Negro completa el rescate de Hector solo, y cumpliendo su promesa, Armistice afirma que su tatuaje representa a todos los hombres que ha matado en venganza por matar a su madre, y su único objetivo restante es Wyatt. Con eso, el Hombre de Negro y Lawrence se despiden para buscar a Wyatt. Más tarde se encuentran con Teddy, después de haber sido torturado y atado. El hombre libera a Teddy y dice que «todo lo que tiene [él] es miseria».
Theresa se entera del extraño anfitrión recuperado por Elsie, y ordena la transferencia de la investigación de las fallas del anfitrión; Bernard no la detiene. Theresa se reúne con el Dr. Ford, que supervisa la excavación de un sitio para una nueva narrativa, y expresa su preocupación por el estado actual del parque y su reputación en la Junta. Ford señala que muchos han estado en la posición de Theresa, pero han ido y venido, y él conoce todos los secretos de los huéspedes y el personal, incluso cuando Theresa había visitado el parque cuando era niña y su relación con Bernard. Mientras se aleja, Ford nota que él ya obtuvo la aprobación de la Junta para su proyecto y le advierte que no se interponga en su camino.
Maeve sigue teniendo visiones, incluido el hecho de que un huésped le dispare y vea a extraños con el traje NBQ. Ella hace un dibujo de un extraño, insegura de su significado, va a esconderlo debajo de una tabla del piso en el salón, pero solo para descubrir que ella había dibujado una imagen similar varias veces antes. Ella observa a una tribu nativa americana que pasa por la ciudad, una sosteniendo una muñeca que se parece a sus dibujos. Por sus visiones, ella reconoce que Hector pronto llegará para robar el salón, y lo espera. Cuando él y su pandilla llegan, ella acorrala a Hector y le pregunta sobre la muñeca, ya que él había pasado un tiempo entre los nativos. Él le dice que es una deidad divina que los nativos llaman una Sombra que viaja entre el mundo real y el inframundo. Recordando que le dispararon en el abdomen, pero al no tener signos de cicatrices, se abre y saca una bala, lo que confirma sus sospechas. Maeve y Hector se dedican a un apasionado beso mientras otros disparan sobre el salón.

## Producción
«Dissonance Theory» fue escrito por Ed Brubaker y el cocreador de la serie Jonathan Nolan.

### Filmación

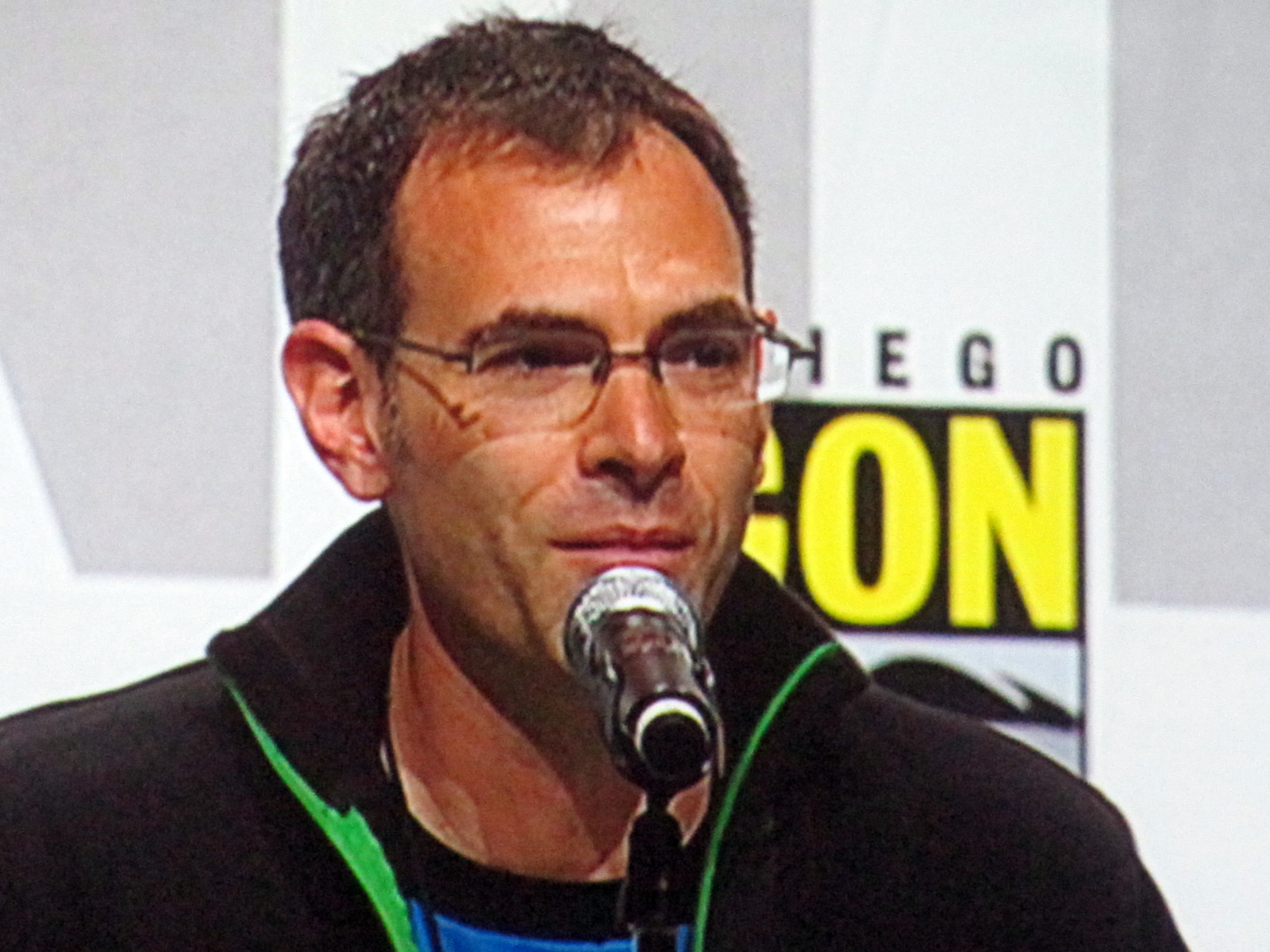
Vincenzo Natali dirigió el episodio, su primero de la serie.

El episodio fue dirigido por Vincenzo Natali. En la escena de la excavación en el desierto con Theresa y Ford, se utilizó una excavadora de ruedas de cubo Bagger 293. Es la máquina terrestre más grande de todos los tiempos.
Según Anthony Hopkins, su escena favorita para filmar en toda la temporada fue la escena en este episodio donde Ford revela el alcance de su control sobre Westworld a Theresa. Esa escena fue filmada en Hummingbird Nest Ranch, cerca de Simi Valley, California.

### Música
En una entrevista, el compositor Ramin Djawadi habló sobre la canción «A Forest» de The Cure, que se tradujo al piano en el episodio. Dijo: «Realmente se redujo a descubrir el acompañamiento de la mano izquierda, las armonías y luego tocar la melodía con la mano derecha». Djawadi continuó explicando por qué se tocó esa canción en particular en esa situación, diciendo: «Uno, podría ser alguien diciendo: 'Realmente quiero escuchar esta canción, incluso si los huéspedes no la reconocen'. Programación egoísta, ¿O hay un significado más profundo, con el título, la letra?».
La Habanera de Georges Bizet también aparece en el episodio.

## Recepción

### Audiencias
«Dissonance Theory» fue visto por 1,70 millones de hogares estadounidenses en su emisión. El episodio también adquirió una calificación de 0,7 en el grupo demográfico 18–49. La audiencia del episodio cayó en un diecinueve por ciento en comparación con la entrega anterior debido al estreno de la temporada de The Walking Dead. En el Reino Unido, el episodio fue visto por 1,09 millones de espectadores en Sky Atlantic.

### Respuesta crítica

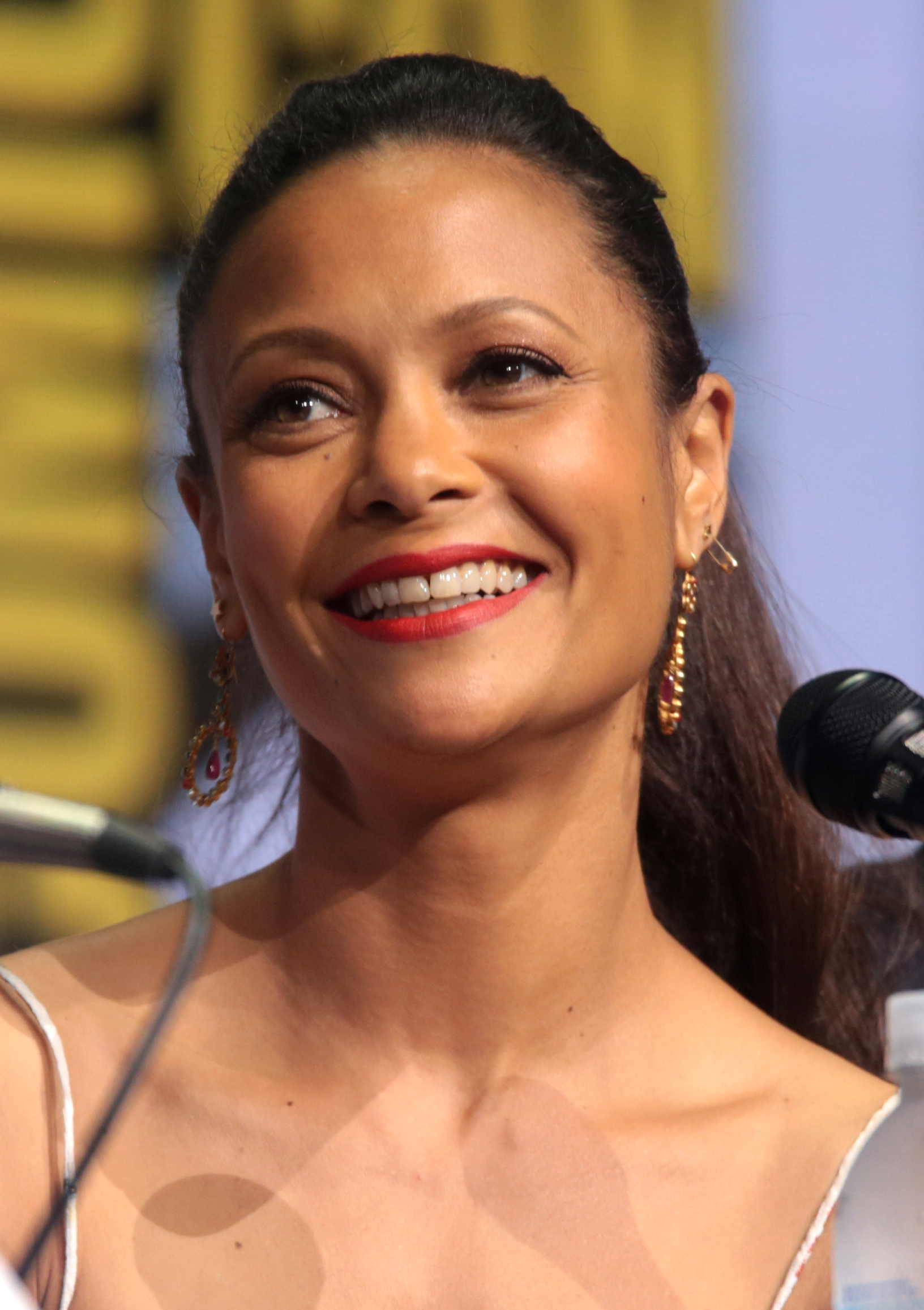
Thandie Newton recibió elogios por su actuación como Maeve.

«Dissonance Theory» recibió reseñas positivas de los críticos. El episodio actualmente tiene una puntuación del 95% en Rotten Tomatoes y tiene una calificación promedio de 8.5 sobre 10, según 19 reseñas. El consenso del sitio dice: «Dissonance Theory pasa un tiempo agradable con el Hombre de Negro mientras continúa la expansión metódica del universo de Westworld».
Eric Goldman, de IGN, reseñó el episodio positivamente, diciendo: «Mucho estaba pasando en 'Dissonance Theory'; mientras Ford mostraba un lado diferente, Hector y Armistice (y ese tatuaje suyo) fueron puestos en el centro de atención, Dolores se fijó en su propio camino hacia el laberinto y Maeve comenzó a profundizar literalmente en busca de respuestas». Le dio una puntuación de 8.7 sobre 10. Scott Tobias de The New York Times escribió en su reseña del episodio; «El desempeño de Evan Rachel Wood continúa asombrando. Solo en la escena de apertura, Dolores tiene que ser desconcertante y calculadora, tanto humana como sintética. Dolores llora por perder a todos los que le importan, pero cuando Bernard le dice su limite de 'afecto emocional', ella no solo se convierte en una máquina otra vez, tenemos que preguntarnos cuán genuinas son sus emociones en primer lugar. Wood nos hace cuestionar cuán real es Dolores». Zack Handlen de The A.V. Club escribió en su reseña, ««Dissonance Theory» se doblega en la confusión en muchos aspectos, ofreciendo algunos consejos tentadores sobre los planes de Ford sin explicarlos realmente, mostrando a Dolores deslizándose un poco más por el agujero del conejo y alcanzando al Hombre de Negro mientras caza su misterioso laberinto. El laberinto también aparece en la memoria de Dolores y en el dibujo de una niña pequeña en la calle, por lo que incluso si no tenemos ninguna respuesta inmediata, al menos hay un sentido en las cosas entrelazadas». Le dio al episodio una B+.
Liz Shannon Miller, de IndieWire, escribió en su crítica: «Westworld es, en gran parte, una serie sobre personas que buscan respuestas, y 'Dissonance Theory' encontró que los personajes de la serie adoptaron una gran cantidad de enfoques intrigantes para encontrarlos. Es una instalación impulsada por la búsqueda, pero uno que extrae información nueva e importante, desde el Hombre de Negro en busca de una narrativa perdida 'con verdaderos riesgos, verdadera violencia' hasta Maeve tratando de identificar a las figuras enmascaradas que persiguen sus recuerdos». Ella le dio al episodio una A-. James Hibberd de Entertainment Weekly escribió en su crítica, «Westworld es casi matemático en la precisión de su narrativa. El ritmo no es rápido, y eso frustra a algunos espectadores. Sin embargo, la historia siempre es conmovedora: incesante, decidida e incremental». Dio al episodio una A-.